# Abrus baladensis
Abrus baladensis, vrsta cvjetnice iz porodice mahunarki. Endem je iz Somalije. Penjačica je i raste prvenstveno u pustinjskim ili suhim biomima grmlja.
Opisana je u Nordic Journal of Botany 14(1): 55. 1994.